# Cartas de amor (telenovela)
Cartas de amor es una telenovela mexicana que se transmitió por el Canal 2 de Telesistema Mexicano de Televisa en 1960, con episodios de 30 minutos de duración. Protagonizada por Angélica María y Ernesto Alonso, además de la actuación de Sergio Bustamante como el villano de la historia.

## Elenco
- Ernesto Alonso
- Angélica María
- Sergio Bustamante
- Malena Doria
- Jose Baviera
- Consuelo Guerrero de Luna
- Julio Bracho
- Ada Carrasco
- Luis Beristain
- José Antonio Cossío
- Antonio Raxel

## Producción
- Historia Original: Julio Alejandro
- Adaptación: Julio Alejandro
- Director general: Fernando Wagner
- Producción: Ernesto Alonso
- Compañía: Telesistema Mexicano

## Versiones
- En 1973 se realiza la segunda versión titulada Cartas sin destino bajo la producción de Ernesto Alonso para Televisa, protagonizada por Jacqueline Andere y José Alonso.
- En 1984 se realiza la tercera versión titulada Tú eres mi destino nuevamente como producida por Ernesto Alonso para Televisa, protagonizada por Claudia Islas y Enrique Álvarez Félix.
- En 1986 se realiza una versión brasileña a través de TV Record titulada Cartas sem destino, protagonizada por Elisa D´ Agostino y Jorge Roca.

- Datos: Q5753857